# Microsargus stuckenbergi
Microsargus stuckenbergi är en tvåvingeart som beskrevs av Lindner 1958. Microsargus stuckenbergi ingår i släktet Microsargus och familjen vapenflugor. Inga underarter finns listade i Catalogue of Life.